# Fora de Moda
Fora de Moda è il secondo album in studio del musicista portoghese Rui Veloso, pubblicato nel 1982.

## Tracce
1. Estrela do Rock and Roll – 4:21
2. Balada – 3:40
3. Sayago Blues – 4:28
4. Esta Mulher é a Minha Ruína – 3:52
5. Ó Clotilde – 2:20
6. A Minha Namorada Até Fala Estrangeiro – 4:14
7. Sexta-Feira Nem que Chova – 4:18
8. Bocejo – 3:58
9. Bucólica – 4:21
10. A Gente não lê – 4:06